# Pelope

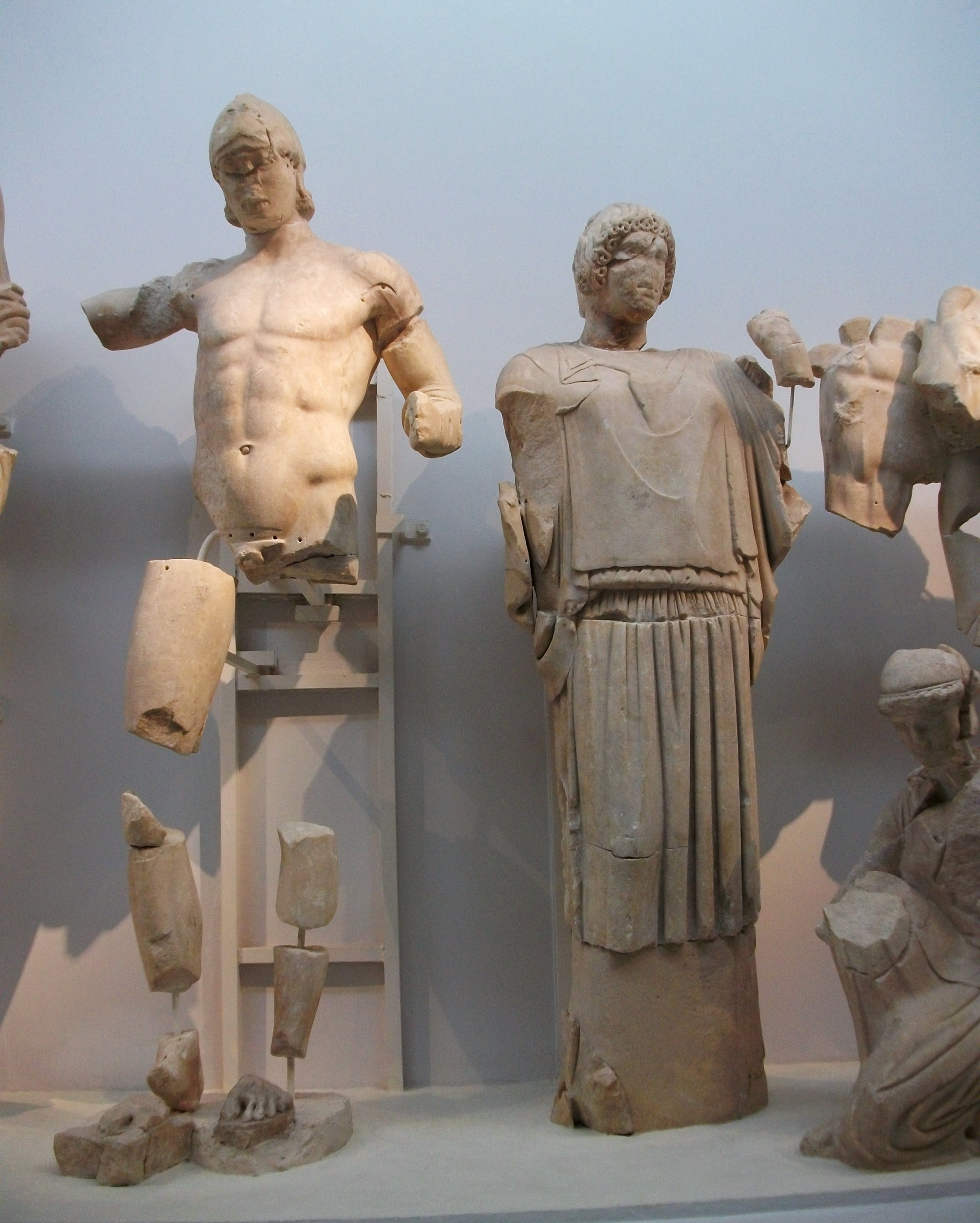
Pelope e Ippodamia, frontone del Tempio di Zeus (Olimpia)

Pelope (in greco antico: Πέλοψ?, Pèlops) è una figura della mitologia greca. Egli era figlio di Tantalo e Dione. Il suo dominio si estese a tutta la penisola greca, che da lui prese il nome di Peloponneso (Πέλοπος Pélopos + νῆσος nḕsos, l'isola di Pelope); egli fu, inoltre, fondatore dei giochi olimpici e signore della città greca di Pisa.

## Il mito

### Le origini
Tantalo, figlio di Zeus, per provare l'onniscienza degli dei li invitò a un banchetto in cui offrì loro le carni del giovane figlio Pelope. Essendosi accorti del macabro inganno, tutti i celesti allontanarono i piatti, eccetto Demetra che, sconvolta dalla perdita della figlia Persefone, non vi badò e si cibò di una spalla. Dopo aver punito Tantalo – condannandolo ad avere per sempre nel Tartaro una fame e una sete impossibili da placare – gli dei resuscitarono Pelope, fornendogli una spalla d'avorio, creata da Efesto. Secondo altri autori Pelope era nato con quella malformazione e dopo essere stato assassinato, Rea, la divinità della terra gli diede con un soffio nuovamente la vita. Secondo un'altra versione, al banchetto indetto dal padre Tantalo, al quale partecipavano anche gli dei, Poseidone vedendo Pelope se ne innamorò, portandolo con sé sull'Olimpo. A causa della colpa del padre venne però rispedito sulla terra.

### La gara
Pelope, inizialmente viveva nella terra lasciata dal padre, la Paflagonia, dove governava con giustizia sia la Frigia sia la Lidia. Costretto da un'invasione di barbari, intraprese un viaggio attraverso la Grecia alla ricerca di un regno da governare. Giunse quindi alla corte del re Enomao. Questi, re di Pisa (in Elide) e figlio del dio Ares, non aveva mai acconsentito a concedere la mano della figlia Ippodamia ai giovani che la corteggiavano perché un oracolo gli aveva predetto che sarebbe morto per mano del proprio genero. Enomao possedeva dei cavalli divini, Psilla (pulce) e Arpinna (razziatrice), perciò, sapendo di non poter essere mai battuto, proponeva ai pretendenti della figlia di gareggiare con lui in una corsa di carri: se avessero vinto, avrebbero sposato Ippodamia; in caso contrario sarebbero stati uccisi. Già tredici giovani avevano perso la vita (Pausania elenca diciotto nomi). Quando Pelope arrivò a Pisa con un carro leggerissimo munito di cavalli alati datigli da Poseidone, vide Ippodamia e se ne innamorò.

Terrorizzato però dalla vista delle teste inchiodate alle porte del palazzo d'Enomao e mozzate agli sfortunati pretendenti, decise di vincere la gara slealmente: corruppe Mirtilo (figlio di Hermes, auriga del sovrano e anch'egli infatuato di Ippodamia), promettendogli che non appena avesse vinto la corsa, gli avrebbe permesso di passare una notte con la principessa.

Mirtilo, accettando l'offerta di Pelope, tolse i perni degli assali del carro di Enomao e li sostituì con dei pezzi di cera; durante la corsa le ruote si staccarono, il carro si rovesciò e Enomao morì. Successivamente Pelope, certamente geloso dell'amore d'Ippodamia, annegò l'auriga che, in punto di morte e invocando Ermes, maledisse l'usurpatore e tutta la sua discendenza. Pelope, diventato re, accumulò sì ricchezze e onori ma fu causa della rovina dei suoi figli (Atreo e Tieste) e della sua intera stirpe; e questo nonostante avesse tentato di procurarsi i favori di Zeus istituendo le Olimpiadi. L'auriga di Pelope era Cilla.

### I figli di Pelope
Per placare l'ira di Hermes, Pelope eresse subito un tempio per onorarlo e, tentando di soffocare il rimorso della propria coscienza tributò onori eroici a Mirtilo, dando onori anche ai tanti morti che avevano sfidato Enomao e avevano perso.
Dalla moglie Ippodamia ebbe venti figli, tra cui Pitteo, Alcatoo, Atreo, Tieste, Ippalco, Copreo, Scirone, Trezene, Ippalcimo, Cleonte e Lisidice.

Dalla ninfa Astioche ebbe invece Crisippo.
|  |  |           |           |           |           |           |           |           |           |           |           |           |           |          |          |       |       |            |            | Tantalo    |            |            |            |        |        |              |              |              |              |              |              |        |        |           |           |           |           |           |           |         |         |         |         |  |  |  |  |
|  |  |           |           |           |           |           |           |           |           |           |           |           |           |          |          |       |       |            |            |            |            |            |            |        |        |              |              |              |              |              |              |        |        |           |           |           |           |           |           |         |         |         |         |  |  |  |  |
|  |  |           |           |           |           |           |           | Ippodamia | Ippodamia | Ippodamia | Ippodamia | Ippodamia | Ippodamia |          |          |       |       |            |            | Pelope     | Pelope     | Pelope     | Pelope     | Pelope | Pelope |              |              |              |              |              |              |        |        |           |           |           |           |           |           |         |         |         |         |  |  |  |  |
|  |  |           |           |           |           |           |           | Ippodamia | Ippodamia | Ippodamia | Ippodamia | Ippodamia | Ippodamia |          |          |       |       |            |            | Pelope     | Pelope     | Pelope     | Pelope     | Pelope | Pelope |              |              |              |              |              |              |        |        |           |           |           |           |           |           |         |         |         |         |  |  |  |  |
|  |  |           |           |           |           |           |           |           |           |           |           |           |           |          |          |       |       |            |            |            |            |            |            |        |        |              |              |              |              |              |              |        |        |           |           |           |           |           |           |         |         |         |         |  |  |  |  |
|  |  |           |           |           |           |           |           |           |           |           |           |           |           |          |          |       |       |            |            |            |            |            |            |        |        |              |              |              |              |              |              |        |        |           |           |           |           |           |           |         |         |         |         |  |  |  |  |
|  |  |           |           |           |           | Erope     | Erope     | Erope     | Erope     | Erope     | Erope     |           |           | Atreo    | Atreo    | Atreo | Atreo | Atreo      | Atreo      |            |            |            |            |        |        |              |              |              |              | Tieste       | Tieste       | Tieste | Tieste | Tieste    | Tieste    |           |           | Pelopia   | Pelopia   | Pelopia | Pelopia | Pelopia | Pelopia |  |  |  |  |
|  |  |           |           |           |           | Erope     | Erope     | Erope     | Erope     | Erope     | Erope     |           |           | Atreo    | Atreo    | Atreo | Atreo | Atreo      | Atreo      |            |            |            |            |        |        |              |              |              |              | Tieste       | Tieste       | Tieste | Tieste | Tieste    | Tieste    |           |           | Pelopia   | Pelopia   | Pelopia | Pelopia | Pelopia | Pelopia |  |  |  |  |
|  |  |           |           |           |           |           |           |           |           |           |           |           |           |          |          |       |       |            |            |            |            |            |            |        |        |              |              |              |              |              |              |        |        |           |           |           |           |           |           |         |         |         |         |  |  |  |  |
|  |  |           |           |           |           |           |           |           |           |           |           |           |           |          |          |       |       |            |            |            |            |            |            |        |        |              |              |              |              |              |              |        |        |           |           |           |           |           |           |         |         |         |         |  |  |  |  |
|  |  | Anassibia | Anassibia | Anassibia | Anassibia | Anassibia | Anassibia |           |           | Menelao   | Menelao   | Menelao   | Menelao   | Menelao  | Menelao  |       |       | Agamennone | Agamennone | Agamennone | Agamennone | Agamennone | Agamennone |        |        | Clitennestra | Clitennestra | Clitennestra | Clitennestra | Clitennestra | Clitennestra |        |        | Egisto    | Egisto    | Egisto    | Egisto    | Egisto    | Egisto    |         |         |         |         |  |  |  |  |
|  |  | Anassibia | Anassibia | Anassibia | Anassibia | Anassibia | Anassibia |           |           | Menelao   | Menelao   | Menelao   | Menelao   | Menelao  | Menelao  |       |       | Agamennone | Agamennone | Agamennone | Agamennone | Agamennone | Agamennone |        |        | Clitennestra | Clitennestra | Clitennestra | Clitennestra | Clitennestra | Clitennestra |        |        | Egisto    | Egisto    | Egisto    | Egisto    | Egisto    | Egisto    |         |         |         |         |  |  |  |  |
|  |  |           |           |           |           |           |           |           |           |           |           |           |           |          |          |       |       |            |            |            |            |            |            |        |        |              |              |              |              |              |              |        |        |           |           |           |           |           |           |         |         |         |         |  |  |  |  |
|  |  |           |           |           |           |           |           |           |           |           |           |           |           |          |          |       |       |            |            |            |            |            |            |        |        |              |              |              |              |              |              |        |        |           |           |           |           |           |           |         |         |         |         |  |  |  |  |
|  |  |           |           |           |           |           |           |           |           | Ifigenia  | Ifigenia  | Ifigenia  | Ifigenia  | Ifigenia | Ifigenia |       |       | Oreste     | Oreste     | Oreste     | Oreste     | Oreste     | Oreste     |        |        | Elettra      | Elettra      | Elettra      | Elettra      | Elettra      | Elettra      |        |        | Crisotemi | Crisotemi | Crisotemi | Crisotemi | Crisotemi | Crisotemi |         |         |         |         |  |  |  |  |

## Il culto di Pelope
Le sue ossa sono conservate in un santuario del Peloponneso; il suo culto fu praticato a lungo, venendogli ogni anno sacrificato un ariete nero; inoltre i giovani partecipanti al rito si flagellavano offrendo a Pelope il proprio sangue.

## Interpretazione e realtà storica
Il mito di Pelope riassume in sé diversi leit-motiv della mitologia classica. Per evidenziarne solo alcuni: il mondo dei semidei (cui suo padre appartenne) che vive in maniera congiunta tra uomini e immortali, l'amore pederastico tra una divinità e un fanciullo (per la variante che include l'infatuazione di Poseidone: cf. Ganimede), la colpa da espiare, e infine, che è poi il nodo centrale della storia e il motivo per il quale l'eroe era ricordato nella Grecia antica, la fondazione delle corse equestri e, per antonomasia, dei giochi stessi di Olimpia.
Nella iconografia classica Pelope è raffigurato sempre in relazione alla gara sul carro, qualche volta in compagnia di Ippodamia. Una sua statua a Olimpia, nel tempio di Zeus, lo presentava nudo mentre si accingeva a gareggiare. Una sua effigie era posta anche sul frontone del suddetto tempio.
La spalla d'avorio era in realtà il simbolo della sua regalità, tanto che successivamente venne identificata con uno scettro usato dai discendenti di Pelope, sino a Agamennone.
Pelope viene chiamato nei miti anche Cromio e si presuppone che sia il progenitore di tutti gli Achei.

### Fonti
- Ovidio, Metamorfosi VI 406.
- Pseudo-Apollodoro, Epitome II,3.
- Pindaro, Olimpica 1.
- Igino, Fabulae 83.

### Moderna
- Robert Graves, I miti greci, Milano, Longanesi, 1979, ISBN 88-304-0923-5.
- Anna Ferrari, Dizionario di mitologia, Litopres, UTET, 2006, ISBN 88-02-07481-X.
- Anna Maria Carassiti, Dizionario di mitologia classica, Roma, Newton, 2005, ISBN 88-8289-539-4.